# 汉口东正教堂
汉口东正教堂，原名阿列克桑德聂夫堂（亦译亚历山大·涅夫斯基教堂），是俄国侨民在漢口兴建的唯一一座东正教教堂，建于1892-1895年，坐落在当时的汉口英租界内，今武汉市江岸区鄱阳街与天津路交界处。此教堂奉基辅大公圣亚历山大·雅罗斯拉维奇·涅夫斯基为主保圣徒。1998年，教堂被列为武汉市文物保护单位，现已成为专门为市民举办婚礼活动的场所。2015年，湖北省整修漢口東正教堂，把原本教堂頂的洋蔥式尖塔復原，目前教堂做為中俄交流中心與展覽館使用。

## 历史

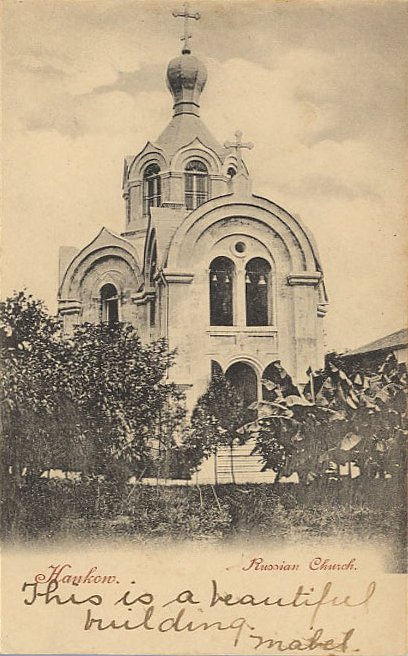
教堂旧照，可见与今日风格之异同

1861年英国开辟汉口租界以后，租界内设施迅猛发展，顺丰、阜昌、新泰等一批俄国砖茶公司来到汉口经营。砖茶厂的设立使英租界内俄国人数量大增，茶商遂与首任驻汉领事夏德尔商议筹建东正教堂，以满足宗教事务需求。1876年5月2日，俄茶商代表彼特·波特金从俄国运来建筑材料，初建活动教堂。1885年俄驻汉副领事伊望诺夫出资将教堂建成为砖木结构，完工后北京俄国东正教总会派修士大司祭尼可莱伊·阿多拉兹契来汉举行开堂仪式，正式定名“阿列克桑德聂夫堂”。1891年，汉口的俄资顺泰砖茶厂举行25周年庆典，俄国皇太子尼古拉，也就是后来的沙俄末代皇帝尼古拉二世，来汉口参加这次庆典活动。他许诺捐赠一座东正教堂给俄国侨民。1893年，新教堂建成。
1895以前教堂内没有固定专职神父，圣诞节、复活节等重大节日时由北京俄国东正教总会派神职人员来汉主持仪式。1896年沙士丁神父被总堂任命为祭司，1904年委派康德拉司契乙就任第二任祭司。到1905年已有17人担任祭司、大祭司等神职。1905年后改由总会派神父来汉主持教务。1924年，北京总会接莫斯科东正教牧首3644号命令在汉成立教务委员会。1925年任命顺丰砖茶东主李特芬诺夫为主席、阜昌东主莫尔强洛夫、牙医罗拔、那克伐申及彼尔申科、威尔尼娜为委员，负责管理教务。1904-1954年间，共有160名俄侨在该堂受洗，60人举行婚礼，120人举行丧礼。在汉主持教务时间较长的神父有两位。1908-1924年在职的阿德利昂神父任内办有小学、中学，因反对十月革命无法回国。弗拉基米尔·牙古舍夫（Б. Якушев, протоиерей）为末任祭司，1938年上任。
1954年，俄罗斯正教会将在华的不动产移交给中华东正教会，牙古舍夫于次年回国，改由阿尔巴金人后裔 尼基塔•杜弼宁（Fr Nikita Du Bining, иерей Никита Ду Бинин；1887-1967）与其儿子 频纳•杜恩盛（别名德树志或德克强, Fr Pinna Du Ensheng, иерей Пинна Ду Эньшен；1919-1970） 担任阿列克桑德聂夫堂神父。这时，在汉俄侨大多离境，信徒只剩下38人。1956年，杜恩盛被国务院国家宗教事务局任命为汉口东正教区负责人。1958年，杜恩盛神父参加政府组织的社会主义教育学习班后，带领汉口的东正教徒参加天主教爱国会的联合礼拜。1966年，文化大革命中，杜恩盛神父被斗争；1967年，杜弼宁神父被斗争，因拒绝放弃信仰红卫兵把他押到教堂当场砸毁东正教圣物，过程中杜弼宁神父心脏病发猝死。1920年以前教堂经费有1/3都由茶商支付，1951年董事会解散后仅靠房租惨淡维持。多年以来教堂的损坏已相当严重。

## 建筑

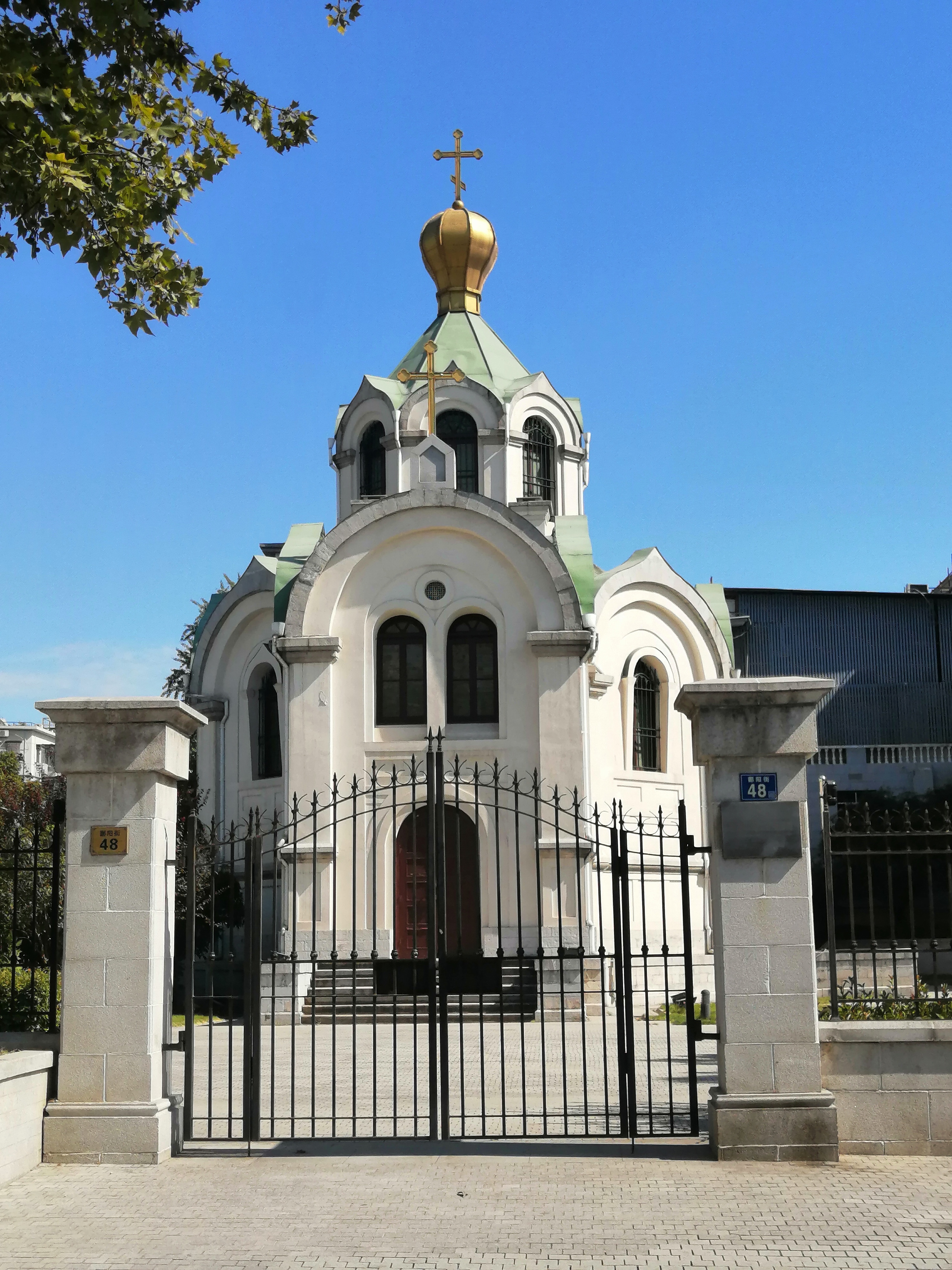

阿列克桑德聂夫堂位于鄱阳街48号，被众多房屋包围在一个小院中。该堂采取集中型制，有着拜占庭式尖顶与拱券，是东欧流行的东正教堂风格的体现。教堂规模较小，砖石结构，主体为八面体。每面为尖券顶，由34块条石挤成上部有尖突出（尖券）的圆拱。底层墙面为多向透高拱券，外墙使用壁柱。七面有开窗（尖券窗），一面连至门廊。教堂顶部为比主体小很多的八面体，每面有尖券窗。顶部与主体由八个坡面八个圆拱相连。顶篷为绿漆铁皮制八棱锥体。尖顶上有十字架、风向仪。教堂正门面向鄱阳街，门与主体由圆拱状门廊相连。门廊两侧上下各有窗一扇，窗的顶部与门的顶部亦成尖券。该教堂已被列为保护建筑，但所受的破坏较大。

## 图集

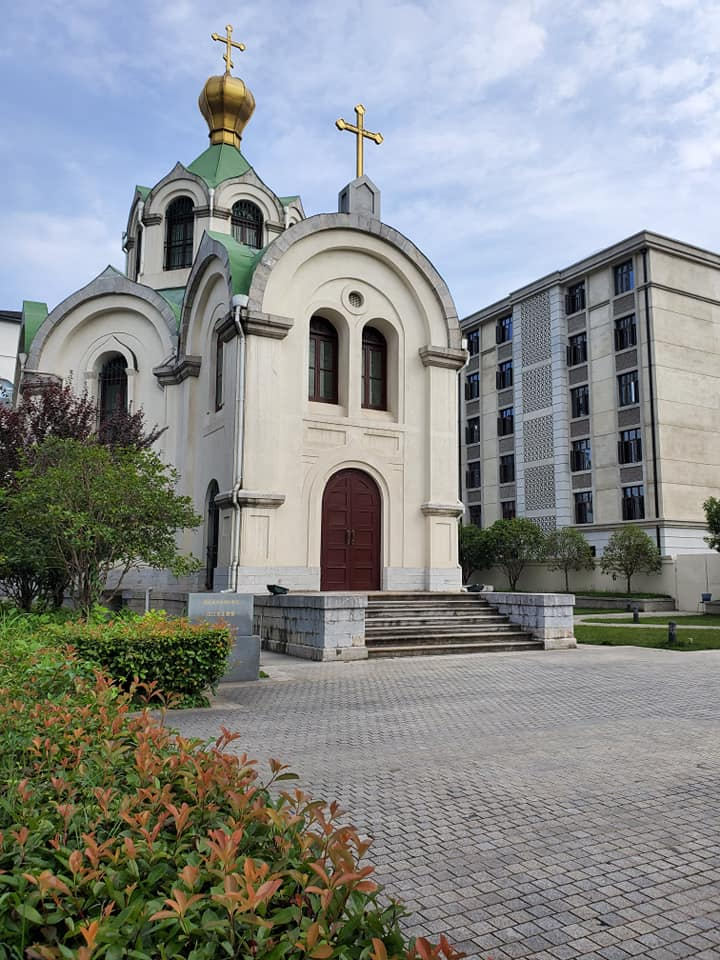
教堂日景
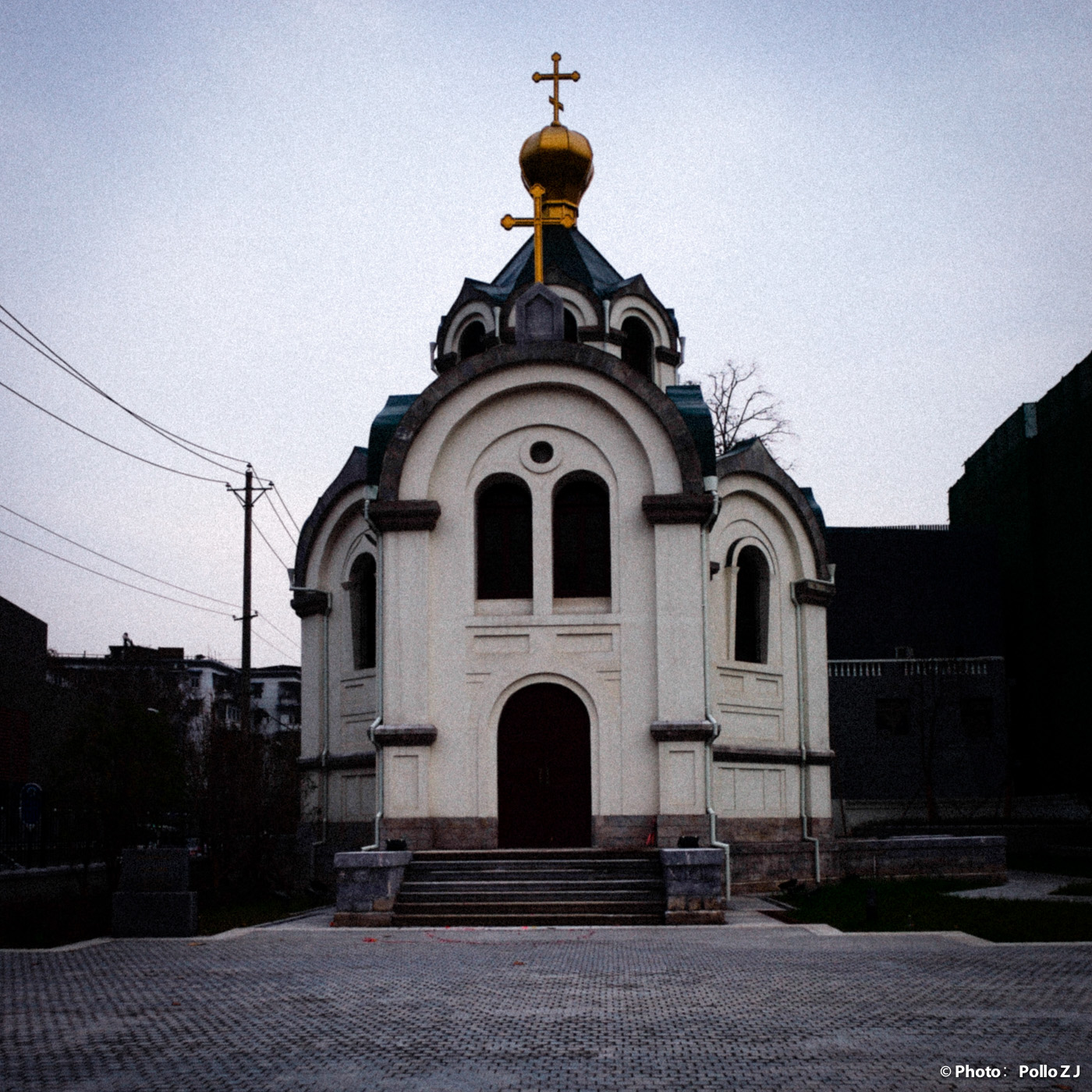
教堂夜景
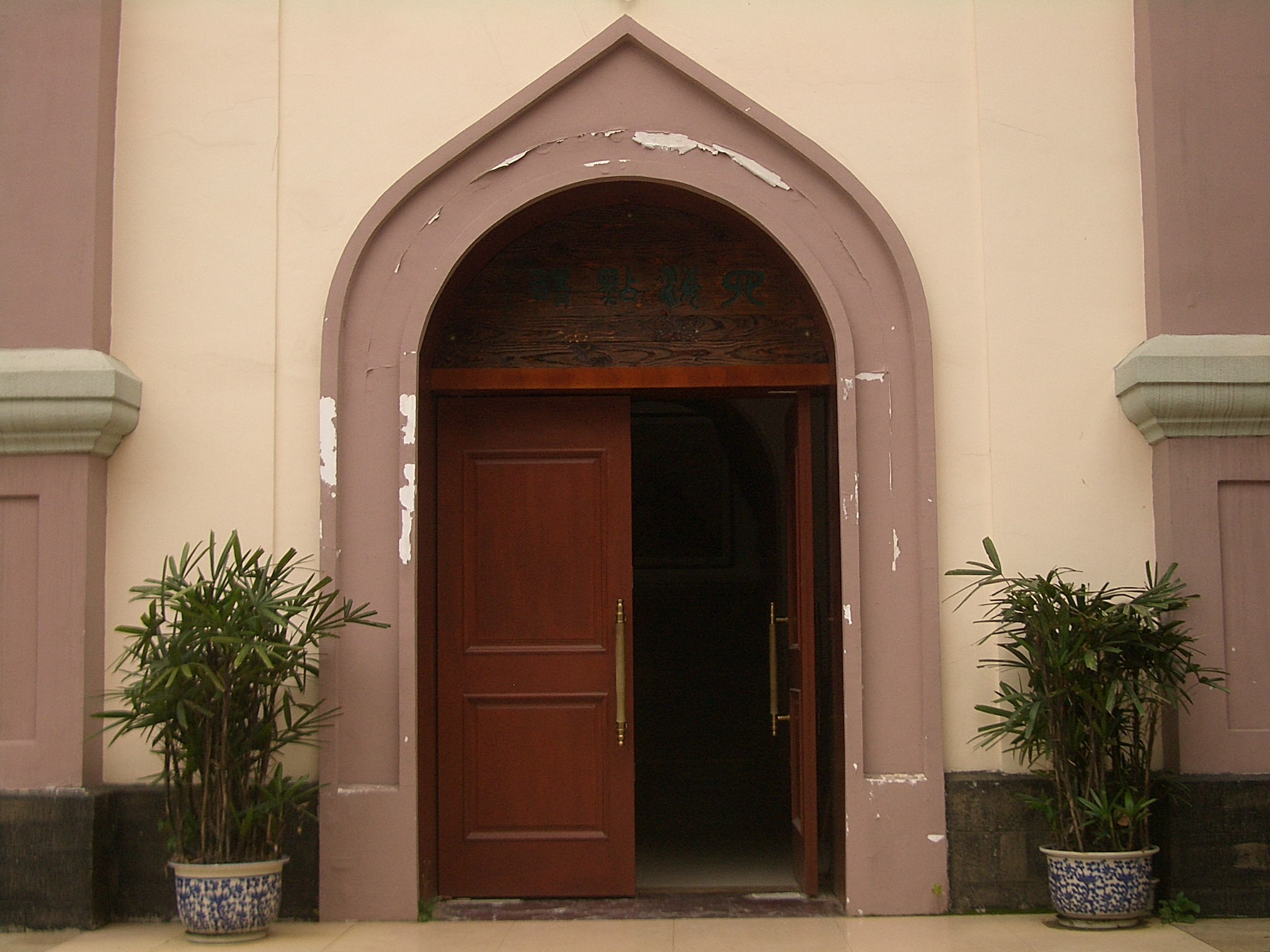
入口
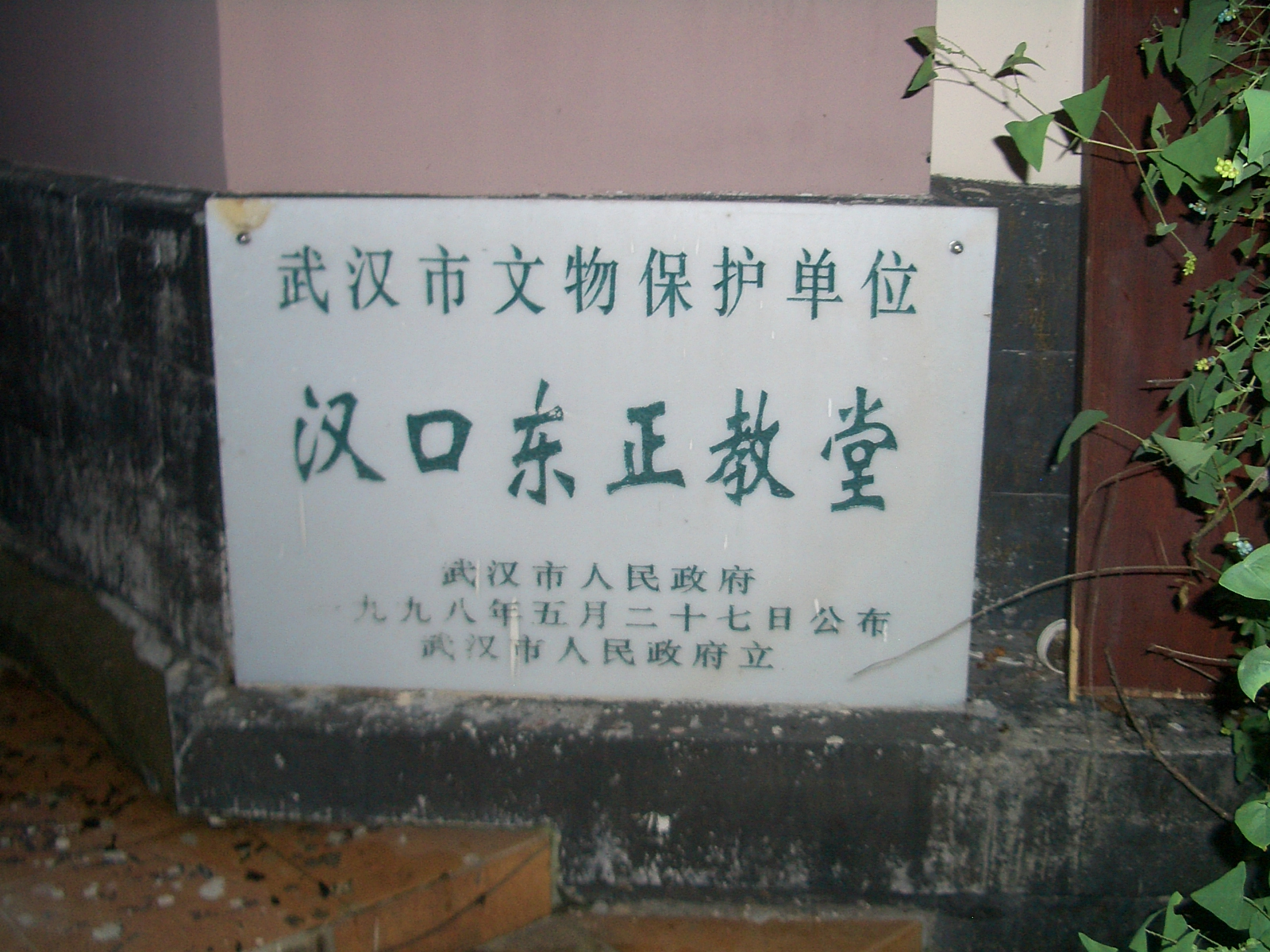
市级文保牌